# Tallmulmblomfluga
Tallmulmblomfluga (Chalcosyrphus piger) är en blomfluga som förekommer i Europa och Nordamerika.

## Utseende, ekologi och status
Tallmulmblomfluga är drygt centimeterstor med röd bakkropp och grova baklår. Den förekommer i mycket gamla bestånd av sakta åldrande och döende tallar. Sådana tallbestånd är numera sällsynta varför flugan är hotad. 

## Förekomst i Sverige
Den svenska utbredningen sträcker sig från Skåne till Hälsingland. I Sverige är den idag rödlistad som nära hotad (NT)  I 2006 års rödlista kategoriserades den däremot som starkt hotad men stormarna Gudrun och Per (år 2005 respektive 2007) skapade bättre tillgång på blöt, multnande bark, vilket gynnade larverna och därmed artens förökning.